# Liste der Wappen in der Provinz Pescara
Die Liste der Wappen in der Provinz Pescara beinhaltet alle in der Wikipedia gelisteten Wappen der Orte der Provinz Pescara in der Region Abruzzen in Italien. In dieser Liste werden die Wappen mit dem Gemeindelink angezeigt. 

## Wappen der Provinz Pescara

Provinz Pescara
Lage der Provinz in Italien

## Wappen der Orte der Provinz Pescara

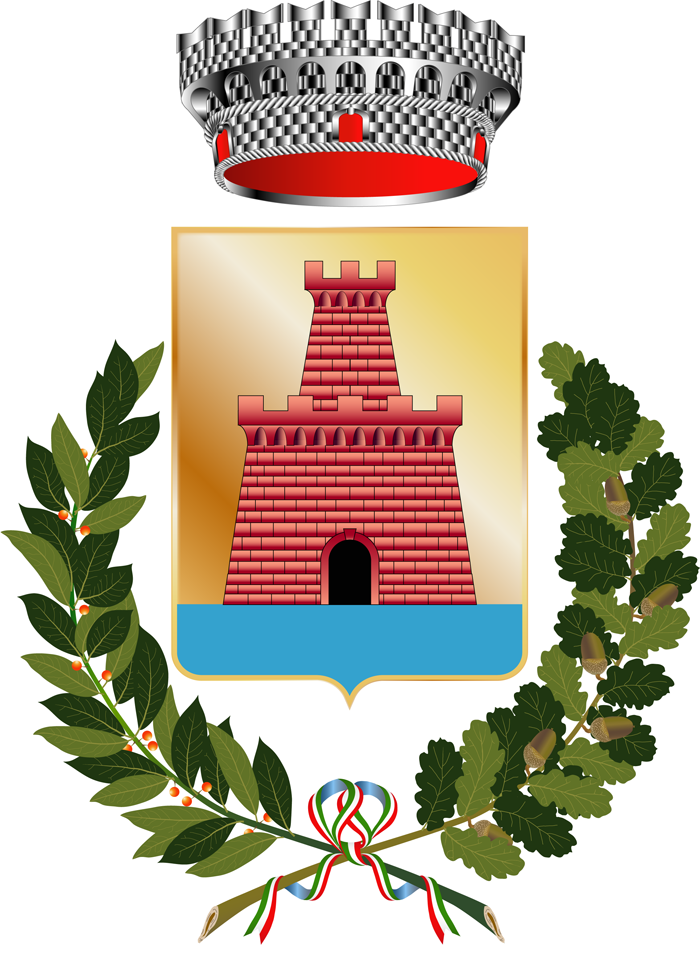
Abbateggio
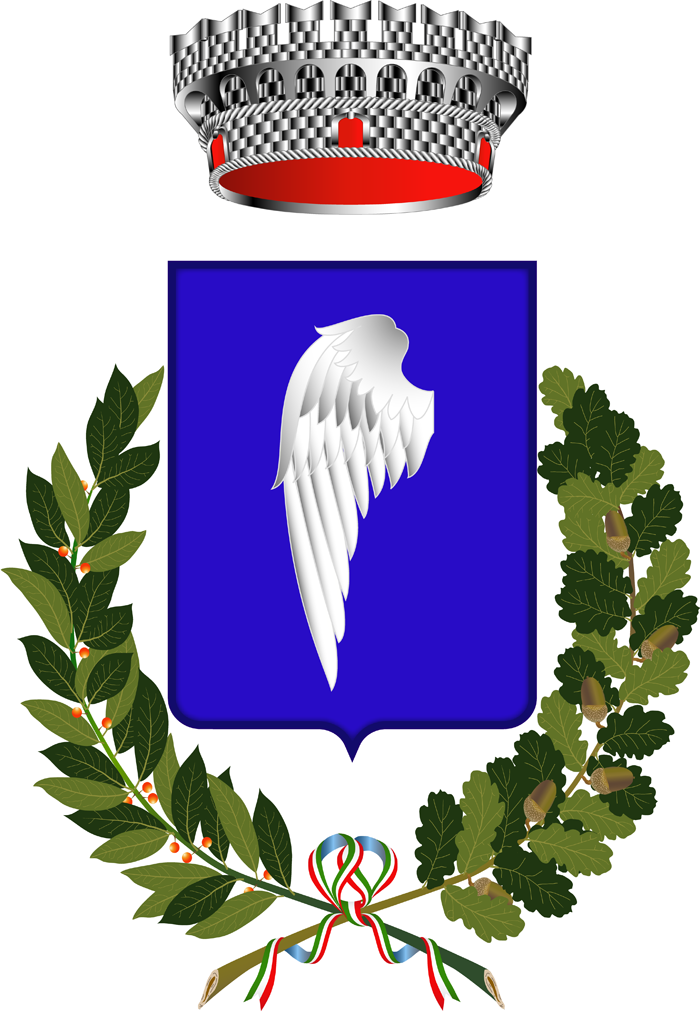
Alanno
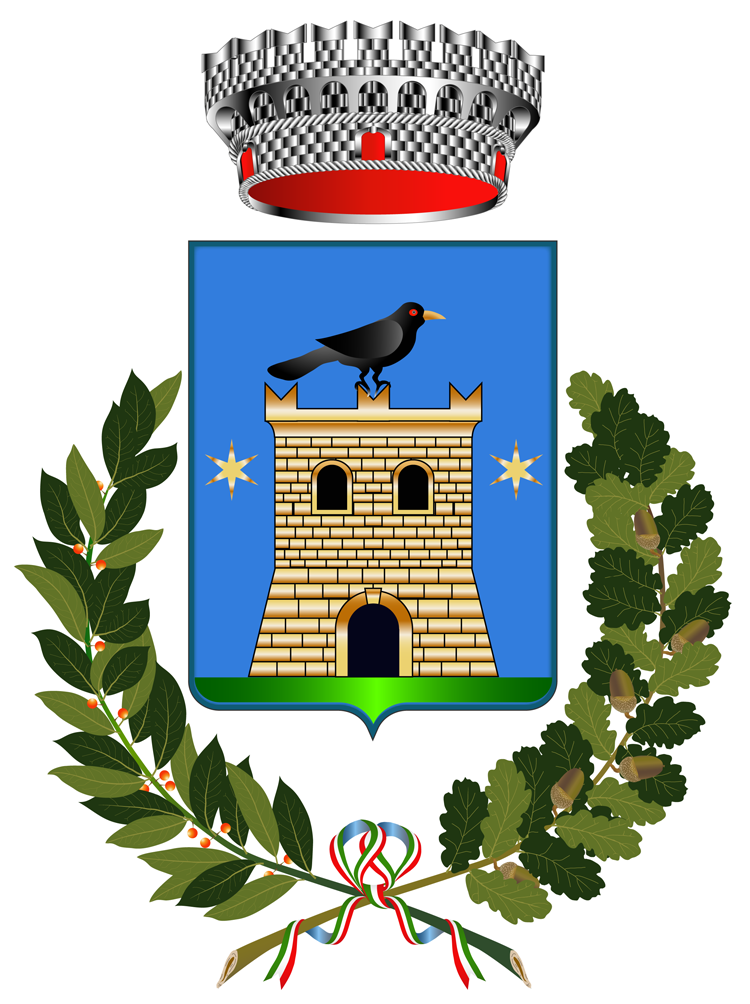
Bolognano
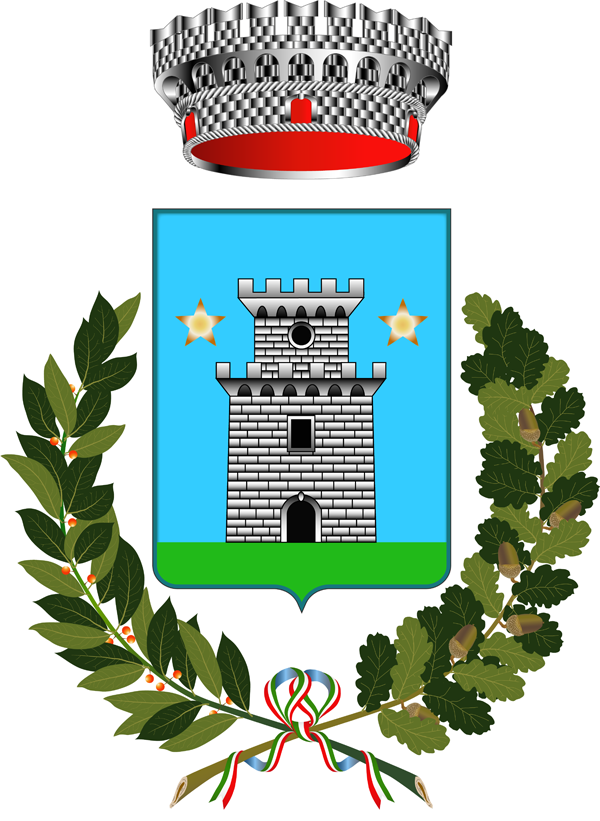
Brittoli
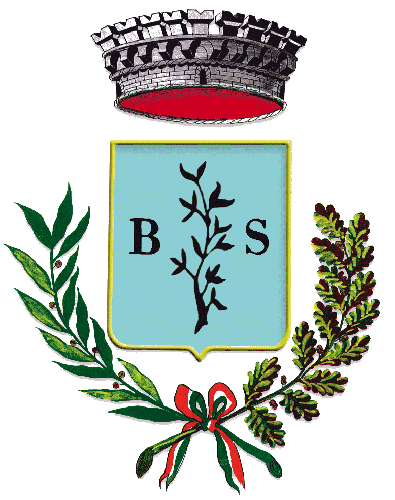
Bussi sul Tirino
Cappelle sul Tavo
Caramanico Terme
Carpineto della Nora
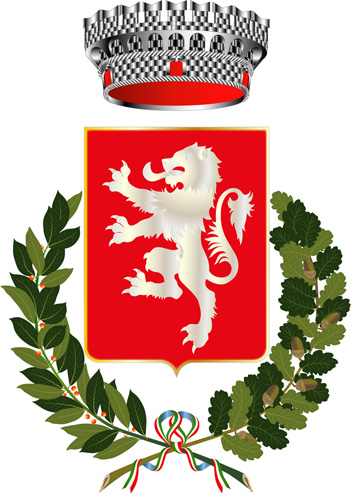
Castiglione a Casauria
Catignano
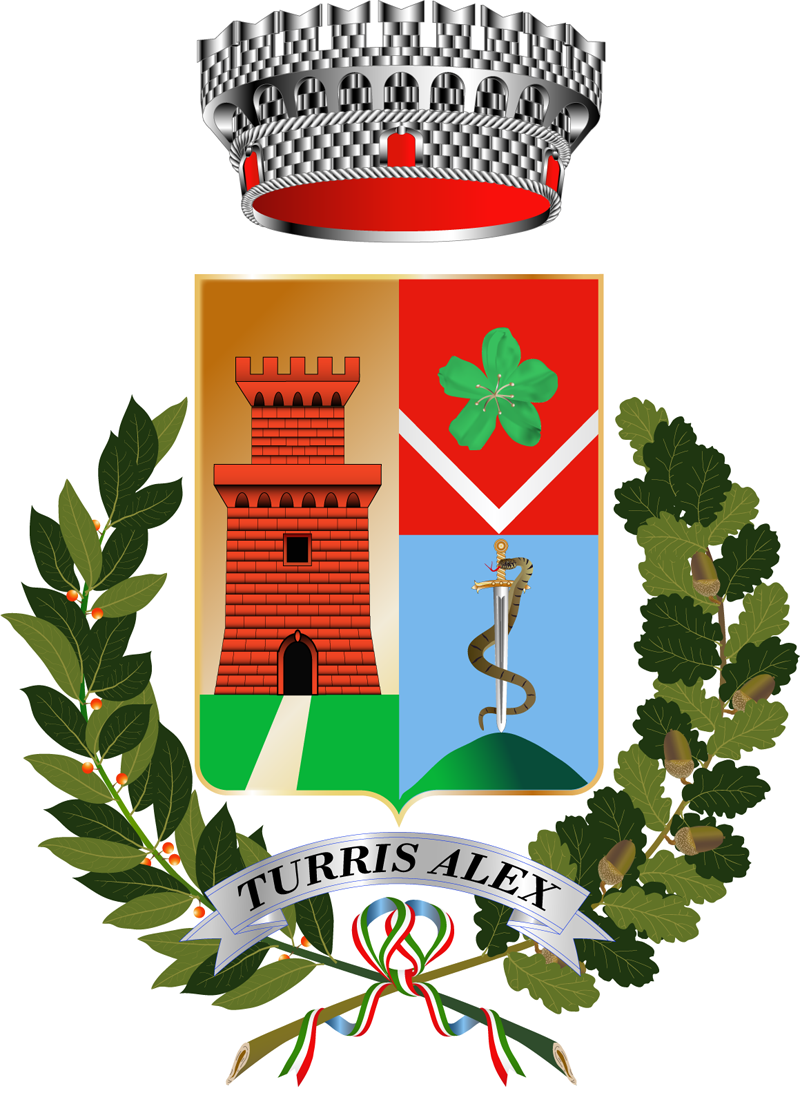
Cepagatti
Civitaquana
Civitella Casanova
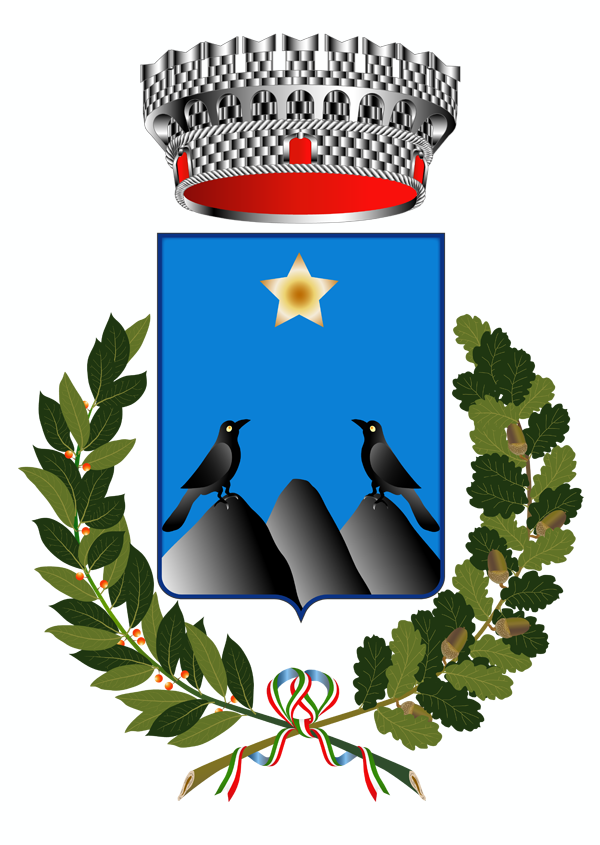
Collecorvino
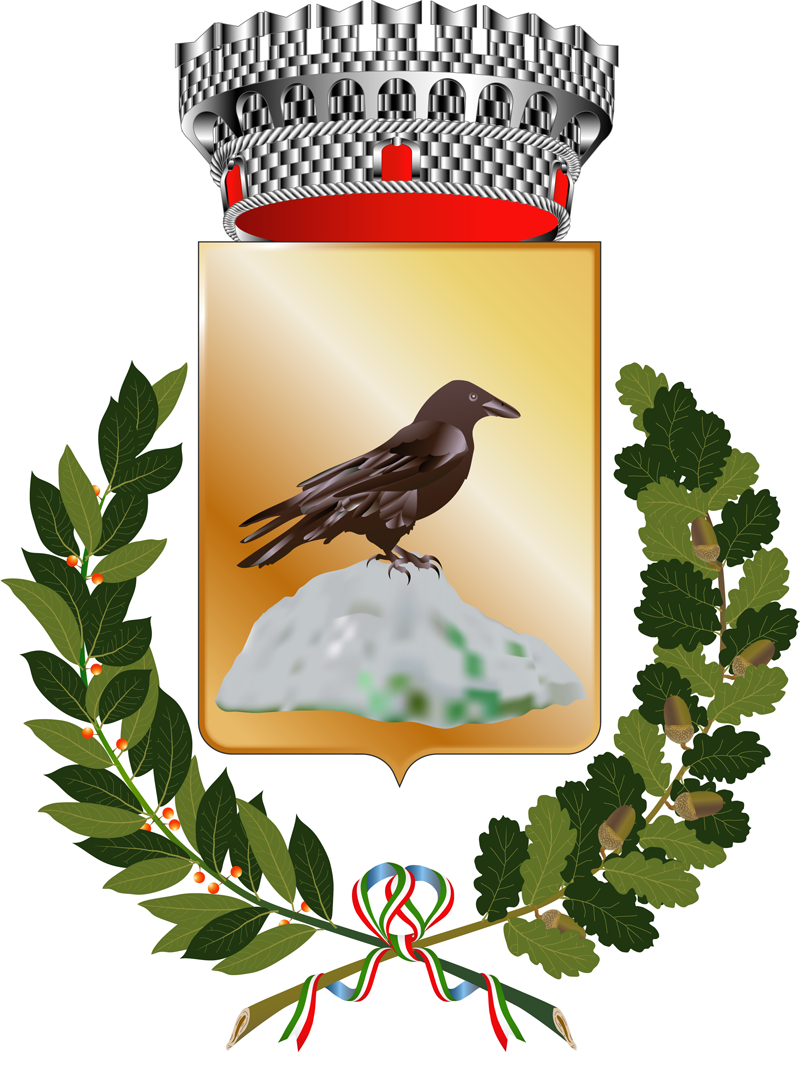
Corvara
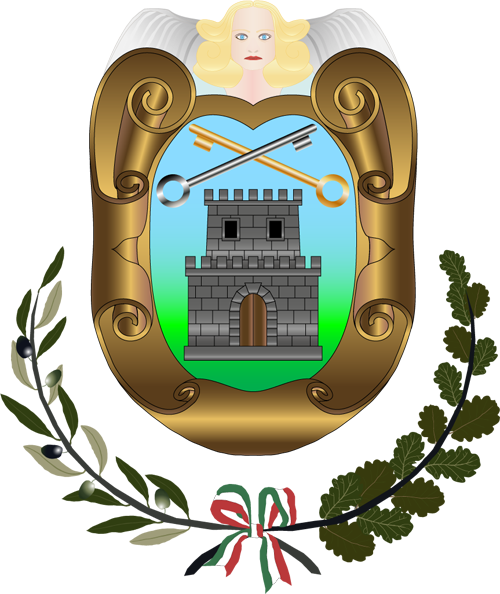
Cugnoli
Elice
Farindola
Lettomanoppello
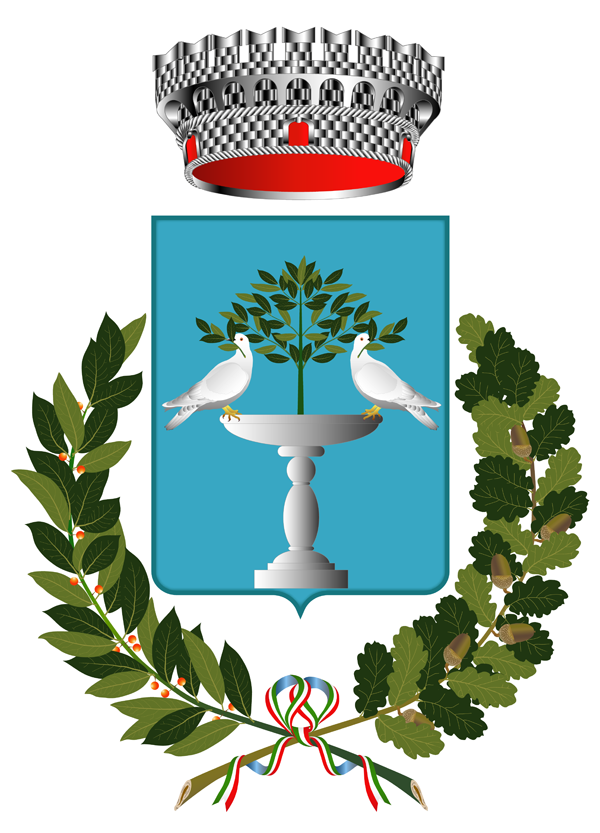
Loreto Aprutino
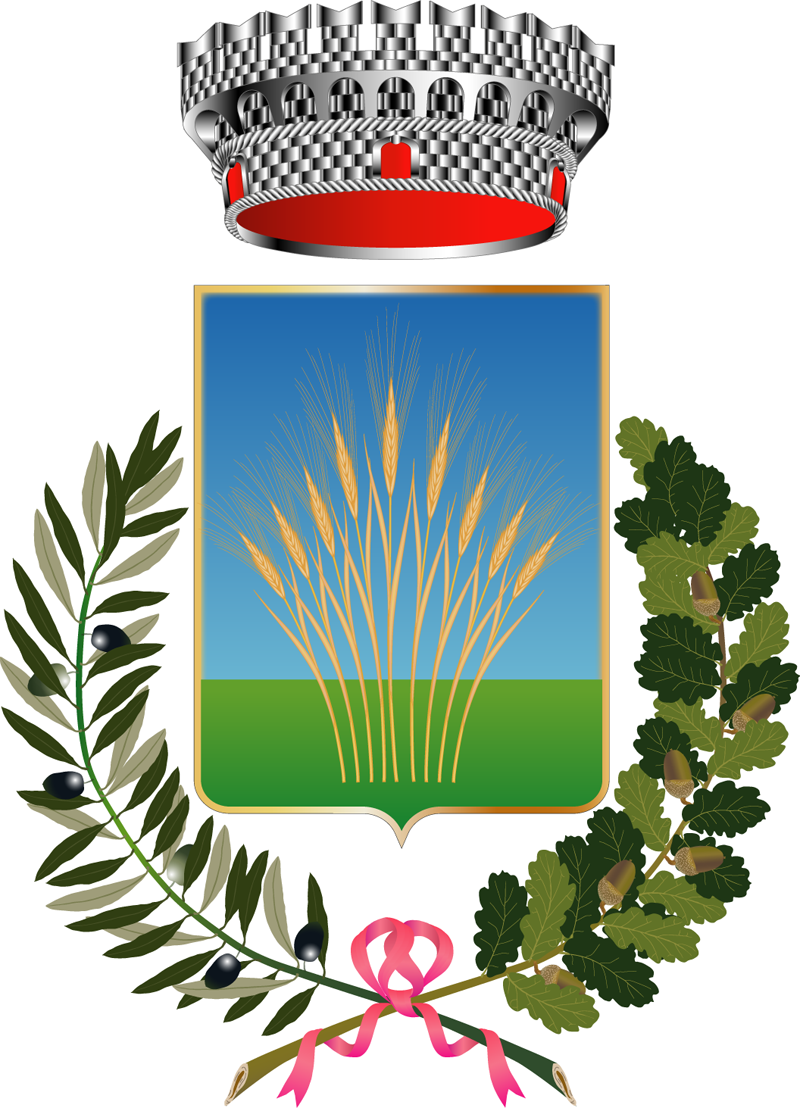
Manoppello
Montebello di Bertona
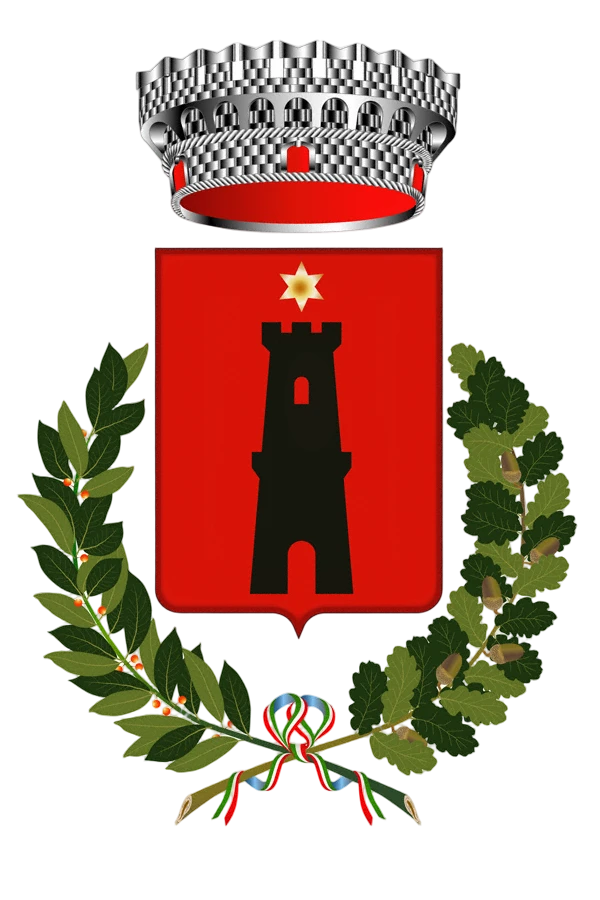
Moscufo
Nocciano
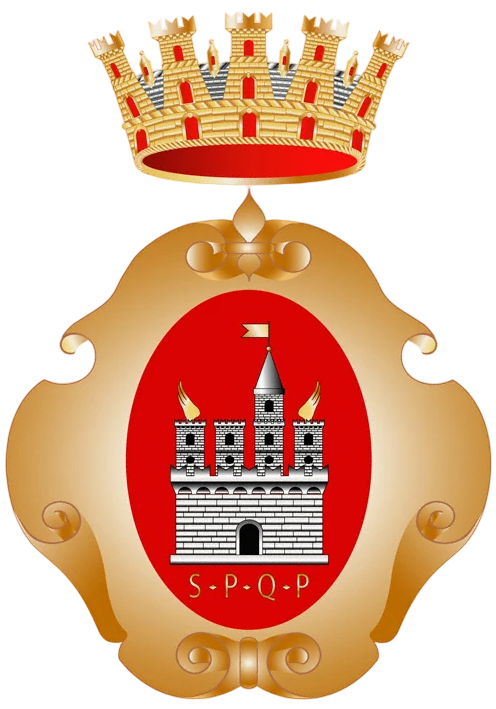
Penne
Pescara
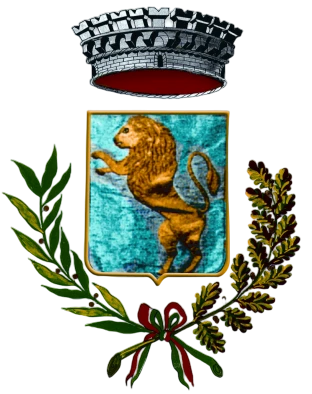
Pescosansonesco
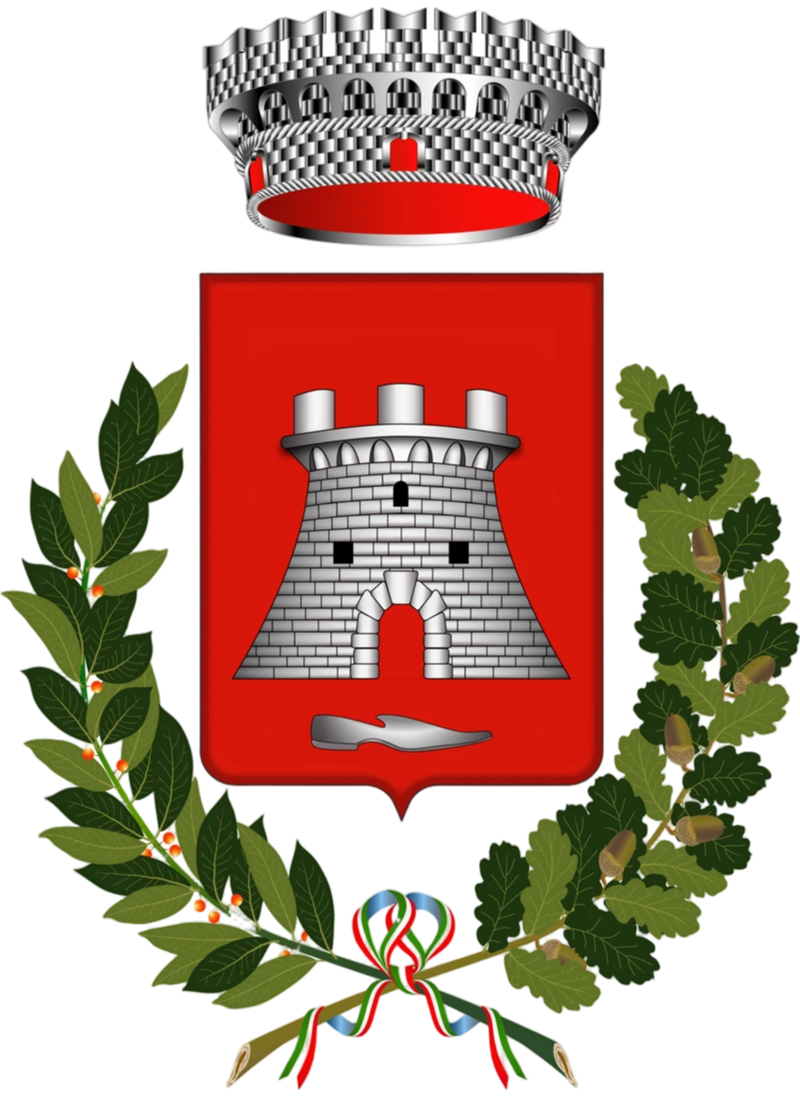
Pianella
Picciano
Pietranico
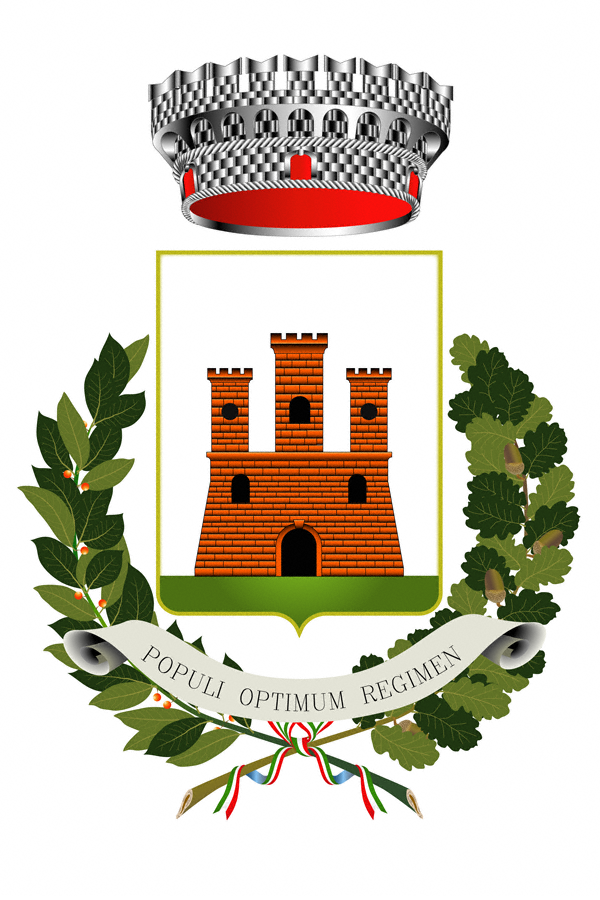
Popoli
Roccamorice
Rosciano
Salle
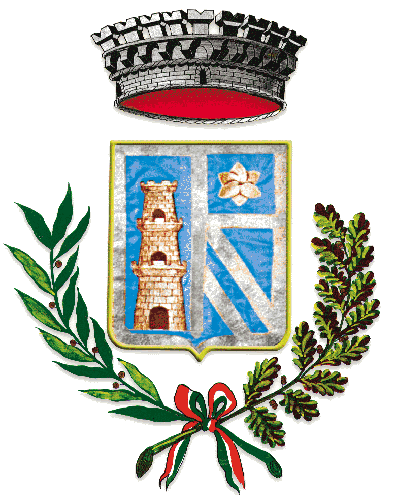
San Valentino in Abruzzo Citeriore
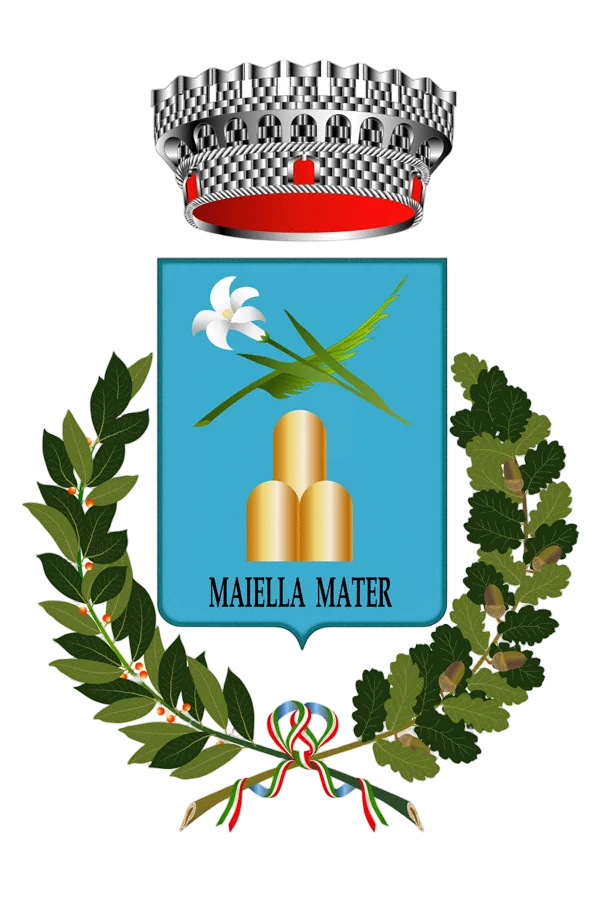
Sant’Eufemia a Maiella
Scafa
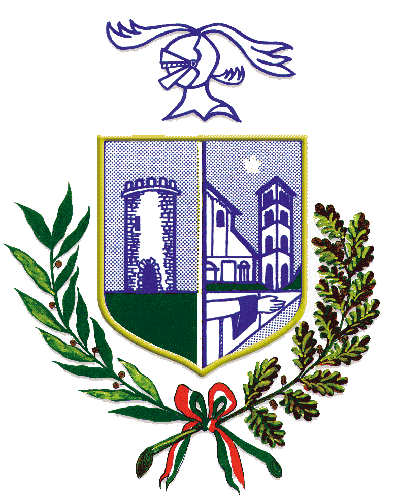
Serramonacesca
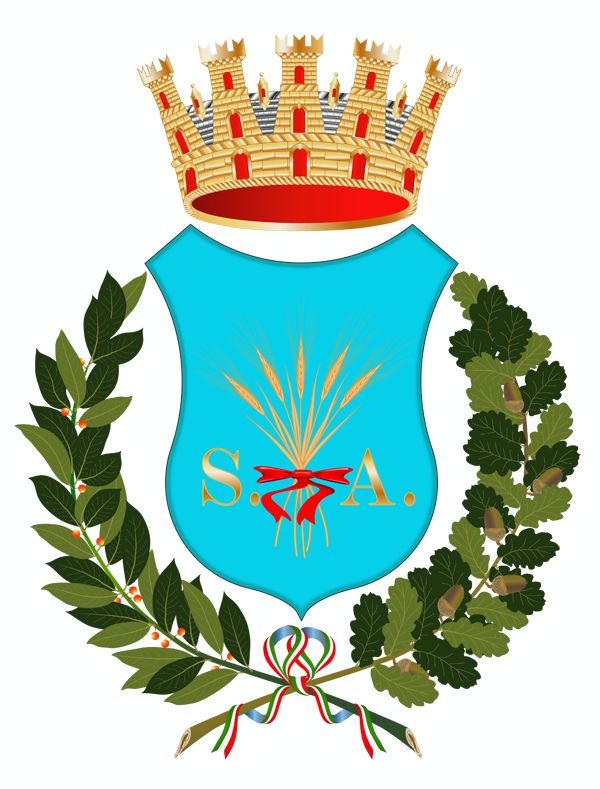
Spoltore
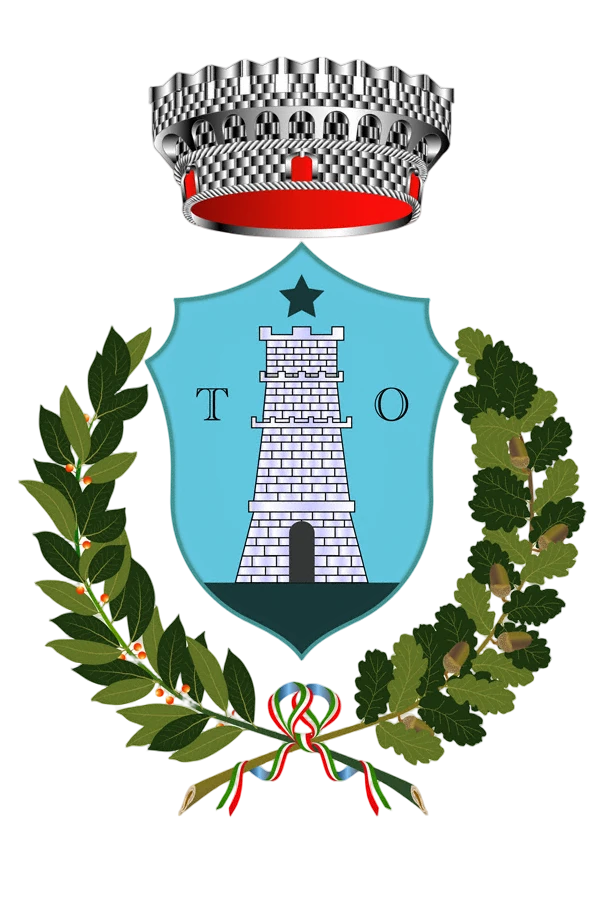
Tocco da Casauria
Torre de’ Passeri
Turrivalignani
Vicoli
Villa Celiera